# William Goldenberg
William Goldenberg (2 novembre 1959) è un montatore statunitense.

## Carriera
Ha vinto l'Oscar al miglior montaggio nel 2013 per il film Argo. Era già stato precedentemente candidato nella stessa categoria nel 2000 per Insider - Dietro la verità, nel 2004 per Seabiscuit - Un mito senza tempo, nel 2013 per Zero Dark Thirty e nel 2015 per The Imitation Game.
È collaboratore abituale del regista Michael Mann.

## Filmografia

### Montatore
- Alive - Sopravvissuti (Alive), regia di Frank Wilson Marshall (1993)
- Il terrore dalla sesta luna (The Puppet Masters), regia di Stuart Orme (1994)
- The Journey Inside, regia di Barnaby Jackson (1994)
- Cittadino X (Citizen X), regia di Chris Gerolmo (1995)
- Body Language, regia di George Case (1995) - film TV
- Heat - La sfida (Heat), regia di Michael Mann (1995)
- Spy (The Long Kiss Goodnight), regia di Renny Harlin (1996)
- Pleasantville, regia di Gary Ross (1998)
- Insider - Dietro la verità (The Insider), regia di Michael Mann (1999)
- Le ragazze del Coyote Ugly (Coyote Ugly), regia di David McNally (2000)
- Alì (Ali), regia di Michael Mann (2001)
- Kangaroo Jack - Prendi i soldi e salta (Kangaroo Jack), regia di David McNally (2003)
- Seabiscuit - Un mito senza tempo (Seabiscuit), regia di Gary Ross (2003)
- Il mistero dei Templari (National Treasure), regia di Jon Turteltaub (2004)
- Domino, regia di Tony Scott (2005)
- Over There (2005) - serie televisiva
- Miami Vice, regia di Michael Mann (2006)
- Gone Baby Gone, regia di Ben Affleck (2007)
- Il mistero delle pagine perdute (National Treasure: Book of Secrets), regia di Jon Turteltaub (2007)
- I Love Shopping (Confessions of a Shopaholic), regia di P. J. Hogan (2009)
- L'apprendista stregone (The Sorcerer's Apprentice), regia di Jon Turteltaub (2010)
- Transformers 3 (Transformers: Dark of the Moon), regia di Michael Bay (2011)
- Argo, regia di Ben Affleck (2012)
- Zero Dark Thirty, regia di Kathryn Bigelow (2012)
- The Imitation Game, regia di Morten Tyldum (2014)
- Zona d'ombra (Concussion), regia di Peter Landesman (2015)
- La legge della notte (Live by Night), regia di Ben Affleck (2016)
- Detroit, regia di Kathryn Bigelow (2017)
- 6 Underground, regia di Michael Bay (2019)
- Notizie dal mondo (News of the World), regia di Paul Greengrass (2020)
- The Outfit, regia di Graham Moore (2022)
- Air - La storia del grande salto (Air), regia di Ben Affleck (2023)
- Transformers - Il risveglio (Transformers: Rise of the Beasts), regia di Steven Caple Jr. (2023)
- The Instigators, regia di Doug Liman (2024)

### Regista
- Inarrestabile (Unstoppable) (2025)